# GSC3458-668
GSC3458-668 — хімічно пекулярна зоря спектрального класу A4, що має видиму зоряну величину в смузі V приблизно  9,6.
Вона  розташована на відстані близько 1279,0 світлових років від Сонця.